# Landa socken, Västergötland
För socknen med detta namn i Halland, se Landa socken.
Landa socken i Västergötland ingick i Kullings härad, ingår sedan 1971 i Vårgårda kommun och motsvarar från 2016 Landa distrikt.
Socknens areal är 5,97 kvadratkilometer varav 5,89 land. År 2000 fanns här 68 invånare.  Kyrkbyn Landa med sockenkyrkan Landa kyrka ligger i socknen.

## Administrativ historik
Socknen har medeltida ursprung. 
Vid kommunreformen 1862 övergick socknens ansvar för de kyrkliga frågorna till Landa församling och för de borgerliga frågorna bildades med Bråttensby socken Bråttensby och Landa landskommun. Landskommunen upplöstes 1952 då denna del uppgick i Vårgårda landskommun som 1971 ombildades till Vårgårda kommun. Församlingen uppgick 2002 i Algutstorps församling.
1 januari 2016 inrättades distriktet Landa, med samma omfattning som församlingen hade 1999/2000.  
Socknen har tillhört län, fögderier, tingslag och domsagor enligt vad som beskrivs i artikeln Kullings härad. De indelta soldaterna tillhörde Västgöta-Dals regemente, Kullings kompani.

## Geografi
Landa socken ligger sydväst om Herrljunga. Socknen är en skogsbygd med inslag av odlingsbygd och de tidigare svältorna.

## Fornlämningar
En boplats och två hällkistor från stenåldern är funna. Från bronsåldern finns gravrösen. Från järnåldern finns fyra gravfält med stensättningar.

## Befolkningsutveckling
Befolkningen ökade från 93 1810 till 145 1880 varefter den minskade till 76 1960 då den var som minst under 1900-talet. Därefter ökade folkmängden till 100 1980 för att sedan minska på nytt till 82 1990.

## Namnet
Namnet skrevs 1455 Landä och kommer från kyrkbyn och innehåller land.